# Sexteni-völgy
A Sexten-völgy (németül: Sextental, olaszul: Valle di Sesto) a Puster-völgyből Innichen városnál délkelet felé nyíló mellékvölgy, Dél-Tirol legkeletibb sarkában. 1919 óta Olaszországhoz tartozik. Nevét a völgy fő településéről, Sexten (Sesto) községről kapta. A völgyben a Sexteni-patak folyik délkeletről északnyugat felé.

## Fekvése
A völgy felső, keleti vége 1636 m magasan a Kreuzberg-hágóban van, itt ered a Sexteni-patak. Északnyugaton a völgy Innichen városnál torkollik a Puster-völgybe. A völgy átlagos tszf. magassága 1000…1300 méter, teljes hossza kb. 20 km, északról a Karni-Alpok középhegység-jellegű gerince, délről a Sexteni-Dolomitok magashegyi vonulata határolja, ilyen módon a völgy elválasztja az Alpokat a Dolomitoktól.
A völgy fő települése Sexten (Sesto) község, ennek településrészei (frakciói) a völgyben szétszórtan fekszenek. A Kreuzberg-hágó közelében Moos részközség található, itt nyílik dél felé a Fischlein-völgy. További településrészek: Waldheim (San Vito di Sesto), itt van a Helm-hegyre, a Karni-Alpok legnyugatibb csúcsára vezető kabinos sífelvonó.

## Történelme
A Kreuzberg-hágó ősidők óta használt hegyi átkelő a Sexteni-völgy és a Comelico-völgy között. Errefelé vezetett a rómaiak által épített „Via Claudia Augusta Altinate” út, a velencei lagúnánál fekvő Altinum (Altino) római várostól a germániai Augsburgba (Augusta Vindelicorum) felé. A völgy a középkorban és az újkorban is fontos kereskedelmi útvonal maradt.
A völgy 1919-ig Tirol belsejében feküdt, 1915–18 között az első világháború hegyi harcaiban az olasz tüzérség hatókörébe esett, települései elpusztultak. 1919-től olasz megszállás alá került, a jelenlegi államhatár a völgyet északról szegélyező Karni-Alpok főgerincén halad.

## A völgy ma
A völgy lakossága kisebb részben hagyományos mezőgazdaságból, állattenyésztésből, javarészt azonban az idegenforgalomból él. Sokan művelik a hagyományos népi faszobrászatot, fafaragást.
A Sexteni-völgy ma jelentős télisport-központ (alpesi sí, sífutás), al alpinisták a hegyekben számos különféle nehézségű vasalt mászóút találhatnak, a családos kirándulók számára a völgy barátságos lankáin vezető kiépített turistautak kínálkoznak. A völgyben az SS52 főútvonal halad, amely a Puster-völgyet kelet felé a venetói Comelico-völggyel köti össze.

## Képgaléria

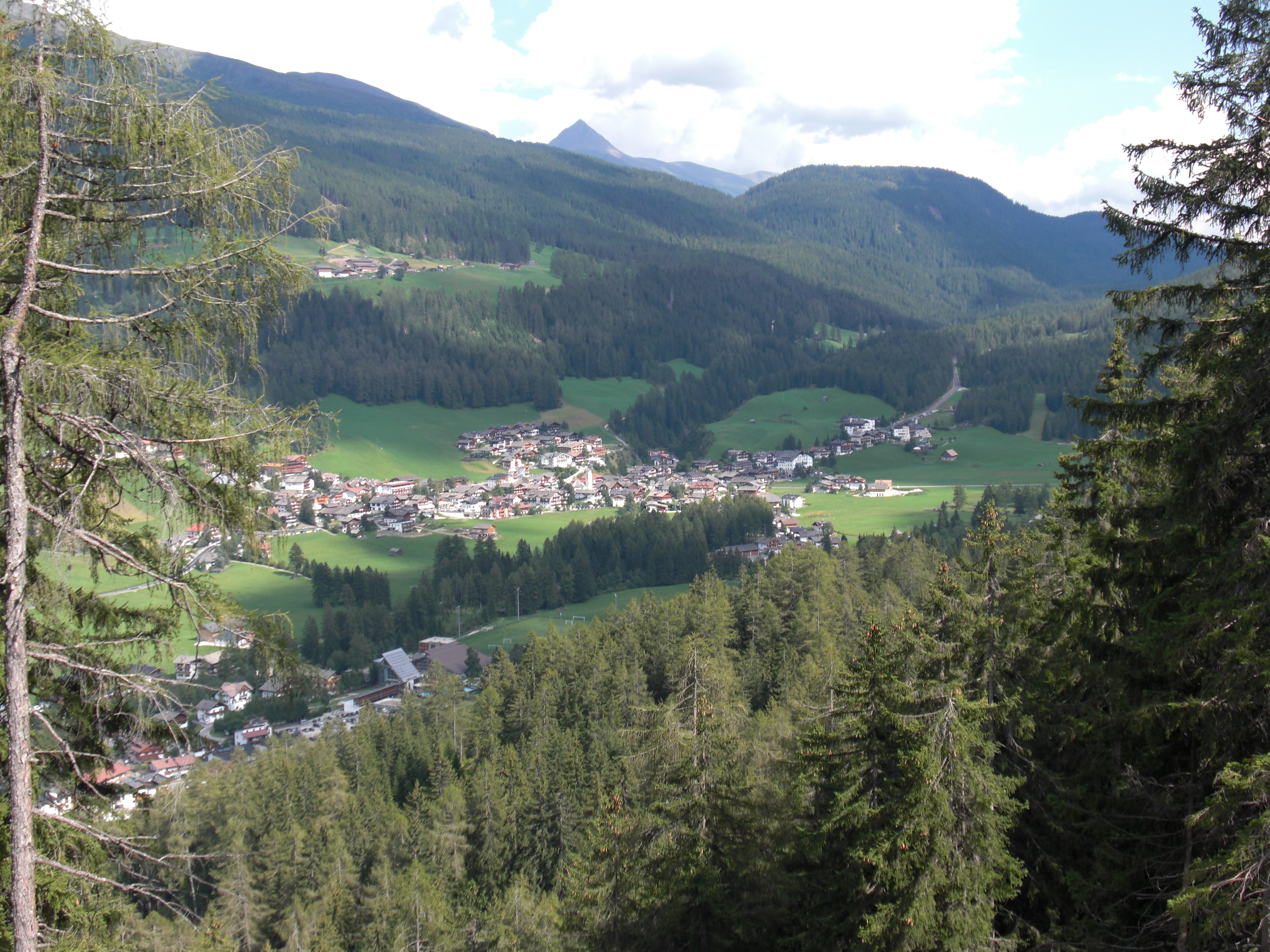
A völgy Moosnál
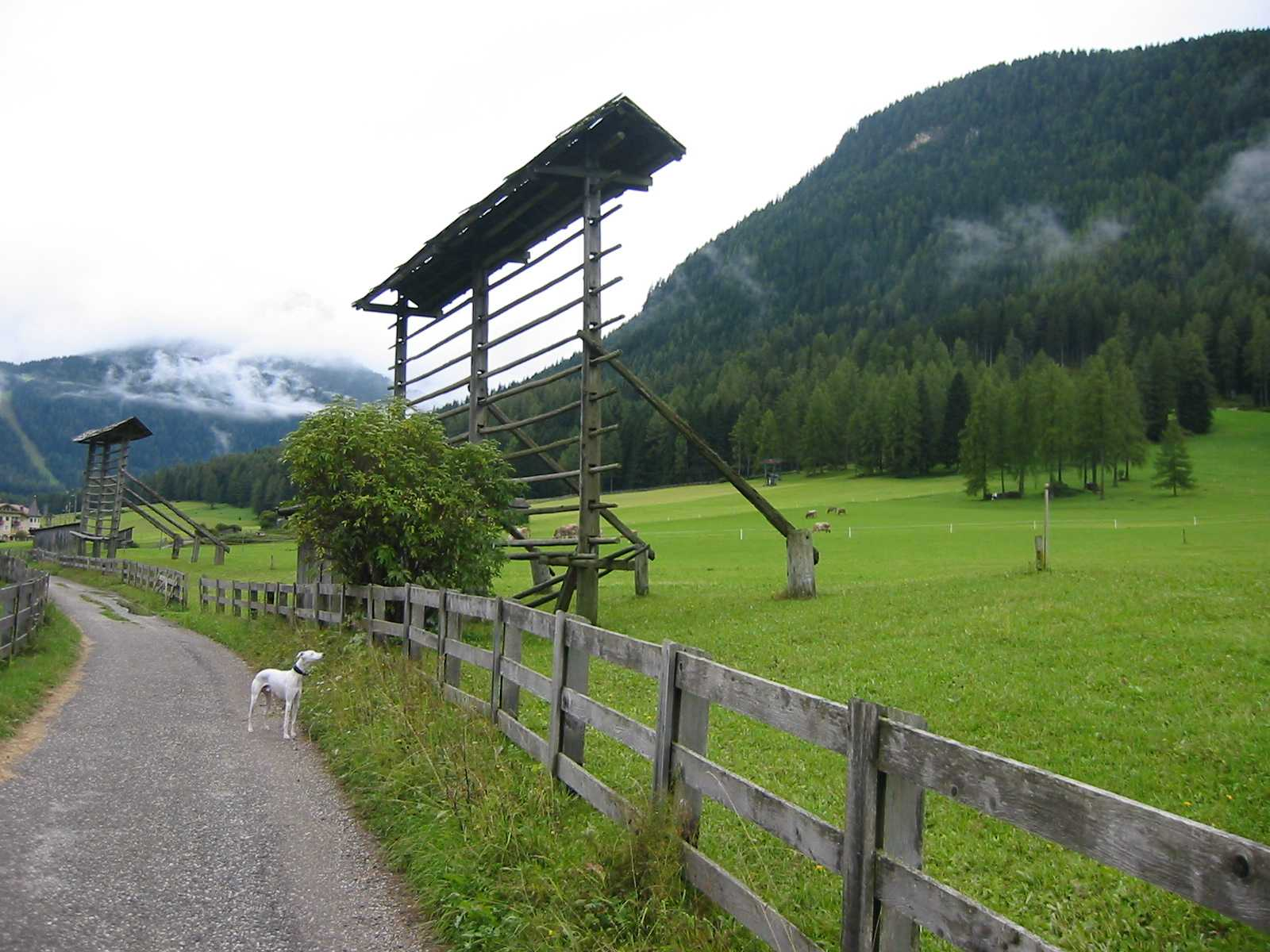
Szénaszárítók a Sexteni-völgyben
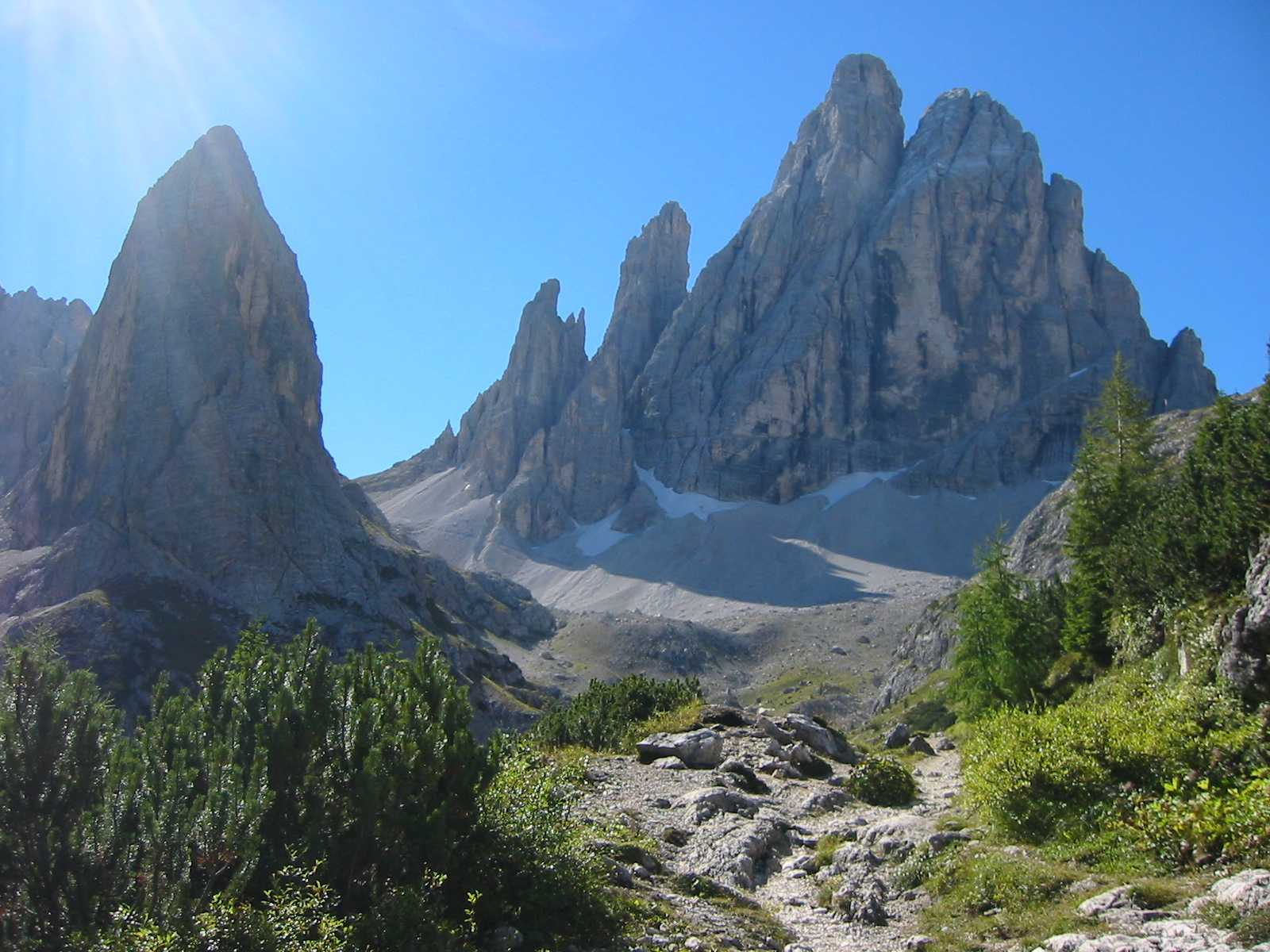
Fischlein-völgy: a Hochleist (2413 m) és a Zwölferkofel (3094 m)
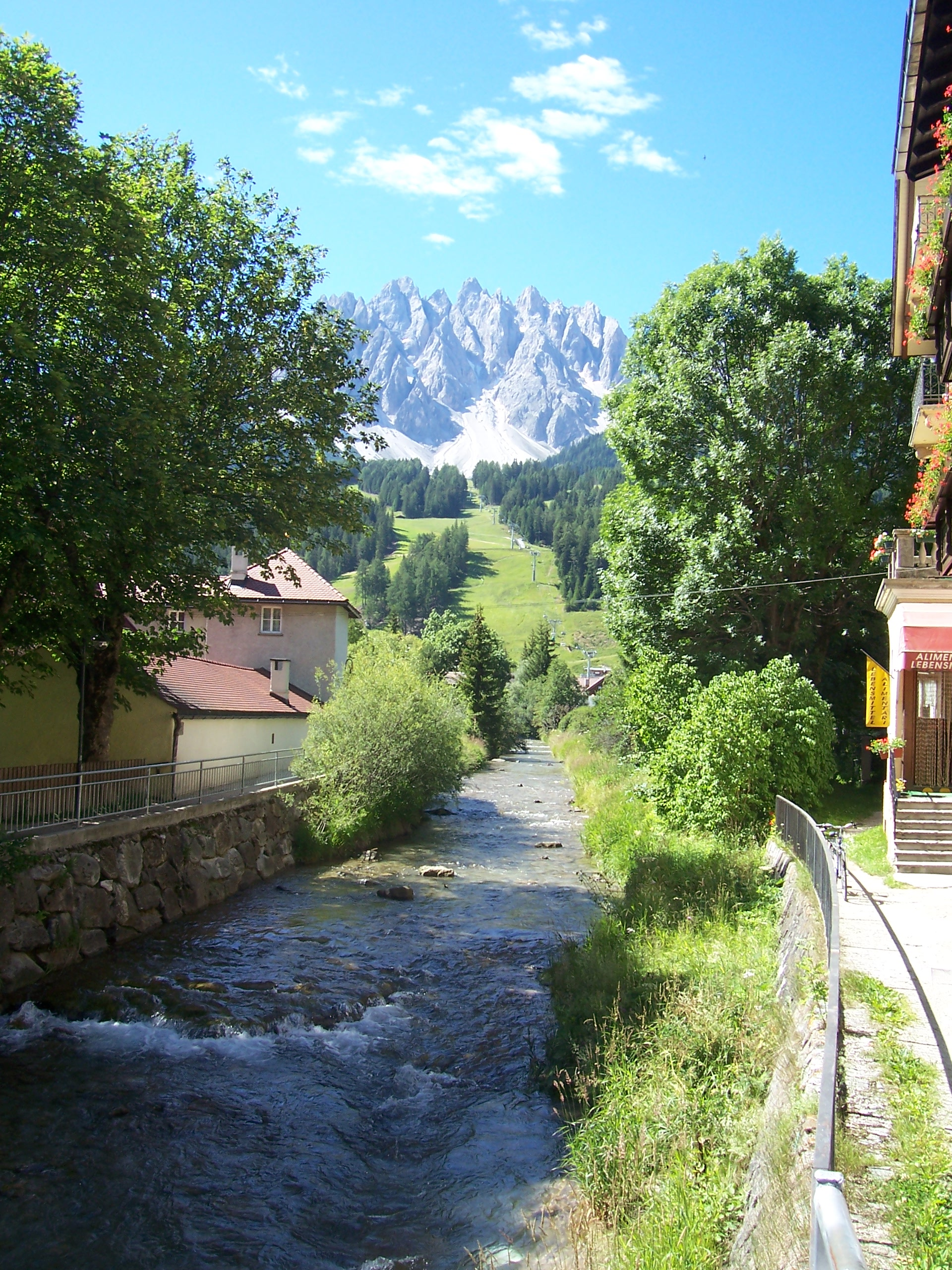
A Sexteni-patak Innichennél